# Wizardry 4: The Return of Werdna
Wizardry 4: The Return of Werdna, ursprünglich auch Wizardry: The Return of Werdna – The Fourth Scenario, ist ein Computer-Rollenspiel von Sir-Tech aus dem Jahr 1987. Es ist der vierte Teil der Wizardry-Reihe und die Fortsetzung zu Wizardry 3: Legacy of Llylgamyn. Gleichzeitig ist es der letzte Teil, der von den Serienschöpfern Andrew C. Greenberg und Robert J. Woodhead gemeinsam verantwortet wurde. Statt eine Heldengruppe zu steuern, versetzt der Titel den Spieler in die Rolle des Magiers Werdna, des Antagonisten des ersten Teils Wizardry: Proving Grounds of the Mad Overlord. Das Spiel kam erst nach jahrelanger Verzögerung auf den Markt und galt als eines der schwersten Computerspiele.

## Handlung und Spielprinzip
Wizardry 4 schließt an das Ende von Proving Grounds of the Mad Overlord an. Der bösartigen Werdna kehrt ins Leben zurück. Er will das Amulett wiedererlangen, das ihm von den Helden abgenommen wurde. Doch dafür muss er durch den von Trebors Soldaten gesicherten Dungeon nach oben steigen und dabei allmählich seine alte Stärke zurückerlangen.
Auch Wizardry 4 wartet mit dem bekannten Spielsystem der Vorgänger auf, einer deutlich an das Rollenspiel-Regelwerk Dungeons & Dragons angelehnte Variante. Statt einer Heldengruppe steuert der Spieler den ehemaligen Endgegner Wredna, der am Fuße des zehn Level umfassenden Dungeons wieder zum Leben erwacht. Er muss sich bis zum obersten Level hinaufkämpfen, wobei er hauptsächlich gegen Ritter und Heldencharaktere kämpfen muss, die seinen Ausbruch verhindern sollen. Auf jeder Ebene finden sich Pentagramme, die pro Dungeon-Level einmal einen Teil von Wrednas Macht wiederherstellen, ihn heilen und seine Zauber wiederauffrischen können sowie Monster herbeibeschwören, die ihn unterstützen.

## Entwicklung
Die Serienschöpfer Andrew C. Greenberg und Robert J. Woodhead übergaben das Design des Spiels an Roe R. Adams III, einen zu diesem Zeitpunkt populären Adventure-Spezialisten und Magazintester. Gemeinsam hatte man den Anspruch, das bis dato schwerste Adventure zu erschaffen. Die Veröffentlichung war ursprünglich für 1984 anvisiert, gegenüber der Zeitschrift inCider gab man in deren November-Ausgabe 1984 bereits an, dass das Spiel Weihnachten verfügbar sei. Sir-Tech listete das Spiel einschließlich Preisangaben auch 1985 in seinem Produktkatalog, doch Redakteurin Scorpia von Computer Gaming World empfahl ihren Lesern in der Januar/Februar-Ausgabe 1986 der Zeitschrift, die tatsächliche Veröffentlichung abzuwarten und bis dahin stattdessen Ultima 4 oder The Bard’s Tale zu spielen. Tatsächlich verzögerte sich die Veröffentlichung bis 1987, während das Erscheinungsbild des Spiels in dieser Zeit im Vergleich zum Vorgänger nicht wesentlich verändert wurde. Als Grund für die Verzögerung gab Robert Woodhead 1986 die Portierung mehrerer unangekündigter Sir-Tech-Projekte auf UCSD p-Systeme an. 2014 begründete er es mit der Entwicklung einer umfassenden neuen Codebasis für das Spiel, sowie intensiver Qualitätskontrolle, um ein äußerst herausforderndes, aber dennoch faires Spiel gewährleisten zu können.
Für das Design der Kämpfe forderte Sir-Tech die Fans der Vorgänger auf, ihre Heldencharaktere einzusenden. Einige dieser Helden wurden dann von den Entwicklern als Gegner ins Spiel integriert.

## Rezeption
“If you haven’t completed or at least extensively played any of the Wizardry scenarios (specifically Wizardry I), then don’t even think of attempting this fourth scenario in the Wizardry series. This is an expert-level-only scenario. Two problems spoil an otherwise exciting adventure for a targeted audience group: copy protection and CGA-only graphics. What we do like are the complex plots, combat (as experienced from the other side of the fence), and one of the most unique plots ever programmed onto a floppy disk.”

„Wenn man nicht mindestens eines der Wizardry-Spiele (insbesondere Wizardry I) gespielt hat, sollte man nicht einmal daran denken das vierte Spiel der Wizardry-Serie zu probieren. Dies ist ein reines Experten-Spiel. Zwei Probleme verderben für die anvisierte Zielgruppe das ansonsten aufregende Abenteuer: Der Kopierschutz und die ausschließliche CGA-Grafik. Was wir mögen, ist die komplexe Handlung, den Kampf (wie er von der anderen Seite des Zaunes erlebt wird) und eine der einzigartigsten Handlungen, die jemals auf eine Diskette programmiert wurden.“

Die Rollenspielspezialistin der US-Zeitschrift Computer Gaming World, Scorpia, ging ebenfalls auf den Schwierigkeitsgrad ein. Sie bewertete das Spiel generell positiv, da es „ausgesprochen fair und vermutlich eines der am besten ausbalancierten Spiele“ ihrer Karriere sei (“Bottom line: Unique, and not to be missed!” (deutsch: „Unterm Strich: Einzigartig und sollte man nicht verpassen“)). Gleichzeitig gab sie an, dass einige der besten Spieler – sie eingeschlossen – zum Betatest eingeladen worden seien und ohne sanfte Hinweise ebenfalls über zahlreiche Rätsel gestolpert seien. Sie kritisierte unter anderem die Wiederbelebung besiegter Feinde nach dem Speichern und die veraltete Grafik. Dieses Urteil bekräftigte sie nochmals in der Ausgabe 10/1993.
Robert Sirotek bezeichnete das Spiel in einem Interview 2014 als den Titel mit den schlechtesten Verkaufszahlen der gesamten Firmengeschichte. Der Schwierigkeitsgrad machte es für den durchschnittlichen Spieler schnell frustrierend und damit ausschließlich interessant für ein Nischenpublikum. Die wenig veränderte Technik ließ es neben den Konkurrenzprodukten zudem veraltet aussehen, etwa im Vergleich zu The Bard’s Tale (1985) von Interplay Entertainment. Robert Woodhead bezeichnete Wizardry 4 neben Teil 1 als seinen persönlichen Lieblingsteil der Serie.

## Fortsetzung
Während sich die Veröffentlichung von Wizardry 4 um mehrere Jahre verzögerte, nahm Sir-Tech den Pitch eines Computer-Rollenspiels von David W. Bradley unter Vertrag und bat Bradley, das Spiel soweit anzupassen, dass es als Teil der Wizardry-Serie veröffentlicht werden konnte. Bradley beendete diese Arbeiten bereits 1986. Da Wizardry 4 jedoch schon länger angekündigt war, wurde Bradleys Spiel von Sir-Tech zwei Jahre zurückgehalten und erst 1988 als Wizardry 5: Heart of the Maelstrom veröffentlicht. Robert Woodhead verließ Sir-Tech 1988 aufgrund kreativer Differenzen und ging nach Japan. Nach dem vorzeitigen Ende seines MMO-Projekts gab er seine Karriere als Spieledesigner auf. Bradley wurde neuer Chefentwickler für Wizardry 6 und Wizardry 7, die deutliche Veränderungen am ursprünglichen Spielsystem vornahmen.